# Буре сир Канш
Буре сир Канш (фр. Bouret-sur-Canche) насеље је и општина у североисточној Француској у региону Север-Па де Кале, у департману Па де Кале која припада префектури Арас.
По подацима из 2011. године у општини је живело 237 становника, а густина насељености је износила 48,67 становника/km². Општина се простире на површини од 4,87 km². Налази се на средњој надморској висини од 76 метара (максималној 147 m, а минималној 68 m).

## Демографија
| 1962. | 1968. | 1975. | 1982. | 1990. | 1999. | 2011. |
| ----- | ----- | ----- | ----- | ----- | ----- | ----- |
| 171   | 181   | 186   | 198   | 194   | 207   | 237   |

График промене броја становника у току последњих година